# Интернализованная трансфобия
Интернализо́ванная трансфо́бия (англ. internalized transphobia), также известная как интернализованная стигма в контексте гендерной идентичности, — это психологический феномен, при котором трансгендерный или гендерно неконформный индивид, под влиянием негативных социальных установок, непроизвольно усваивает и применяет существующие в обществе стереотипы, предубеждения и дискриминацию по отношению как к самому себе, так и к другим трансгендерным людям.
Понятие интернализованной трансфобии возникло по аналогии с интернализованной гомофобией. Данный феномен является одним из ключевых элементов модели стресса меньшинств (minority stress model), которая объясняет, каким образом социальное неприятие и дискриминация могут приводить к хроническому стрессу и негативным последствиям для здоровья у представителей стигматизированных групп.

## Этимология
Термин «интернализо́ванная трансфо́бия» происходит от английского словосочетания internalized transphobia. Он состоит из двух частей:
- Internalized (интернализованная) — образовано от латинского слова internus («внутренний»)[12][13]. В психологии этот термин описывает процесс, при котором человек усваивает внешние нормы, ценности или предубеждения, делая их частью своего внутреннего мира, так, что они становятся частью его характера.
- Transphobia (трансфобия) — состоит из двух греческих и латинских корней. Часть «trans-» происходит от латинского trans («по ту сторону», «через», «сквозь», «за»)[14] и относится к трансгендерным людям. Часть «-phobia» происходит от греческого φόβος (фобос, «страх») и означает неприязнь, отвращение или иррациональный страх[15].

Таким образом, словосочетание буквально означает «внутренне усвоенная неприязнь или страх по отношению к трансгендерным людям».

## Суть и механизмы
Истоки интернализованной трансфобии лежат в непрерывном потоке трансфобных сообщений и действий извне. Общество, зачастую руководствуясь циснормативностью (представлением о том, что цисгендерность является единственной или "обычной" формой гендерной идентичности), транслирует разнообразные формы предубеждений: от прямой враждебности и использования неправильных местоимений (мисгендеринга) до скрытых форм исключения и обесценивания трансгендерного опыта. Под влиянием такого воздействия трансгендерный индивид способен, осознанно или нет, принять на свой счёт эти деструктивные установки.
Интернализованная трансфобия может проявляться в двух основных направлениях:
- Вертикальная интернализованная трансфобия: Этот тип направлен на самого индивида. Его проявления включают самообъективацию, чувство стыда, вины, самоненависть и осуждение собственной гендерной идентичности, внешнего вида или поведения, если они не соответствуют циснормативным ожиданиям[8]. К этому же относится переживание, связанное с ощущением "уродства" из-за трансгендерности[16].
- Горизонтальная интернализованная трансфобия: Данная форма выражается в предубеждении или отчуждении, которые сам трансгендерный человек проявляет по отношению к другим трансгендерным людям. Он может стремиться дистанцироваться от других трансгендерных людей, чтобы избежать ассоциированной с ними стигмы, или даже демонстрировать негативное отношение к тем, чье гендерное выражение не соответствует определённым представлениям о трансгендерности или общепринятым ожиданиям[17][8][11]. Частым проявлением этой формы является трансмедикализм или гейткипинг (англ. transmedicalism, gatekeeping), когда индивид считает "настоящими" трансгендерами только тех, кто соответствует строгим критериям (например, испытывал гендерную дисфорию с детства, стремится к медицинскому переходу) и не признаёт гендерную идентичность других трансгендерных и небинарных людей[18][19]. Это также может проявляться в ощущении изоляции и обособленности от других трансгендерных людей[17].

Данный процесс нередко приводит к конфликту самоидентификации и попыткам сокрытия, при котором возникает ощутимое внутреннее напряжение между личным восприятием своей гендерной идентичности и усвоенными негативными социальными нормами. Это способно выражаться в сомнениях относительно собственной идентичности, стремлении подавить свои подлинные чувства, тщательно скрывать трансгендерность или чрезмерно усердствовать, чтобы быть воспринятым как цисгендерный ("пассировать"), что само по себе становится источником стресса . В частности, частым проявлением является страх быть "недостаточно трансгендерным" ("fear of not being "trans enough") или ощущение себя "самозванцем".

## Проявления и последствия
Интернализованная трансфобия оказывает существенное негативное влияние на общее благополучие трансгендерных людей. Среди её разнообразных проявлений и последствий можно выделить:
- Психологический и соматический дистресс: Отмечается высокий уровень стыда, вины, тревожности, депрессии, сниженной самооценки и даже самоненависти. Эти состояния могут усиливать тяжесть гендерной дисфории. Так, показано, что интернализованная трансфобия значимо связана с повышенным уровнем депрессии, тревожности и общего психологического дистресса среди трансгендерных взрослых, подтверждая, что внутренняя стигма является ключевым фактором, объясняющим наблюдаемые различия в психическом здоровье[21][22]. Это хроническое психологическое напряжение, порождённое интернализованной трансфобией, также находит своё выражение в физических недомоганиях и различных заболеваниях.
- Повышенный суицидальный риск: Интернализованная стигма признана доказанным фактором риска для возникновения суицидальных мыслей и совершения попыток суицида среди трансгендерных людей, поскольку она добавляет дополнительный слой боли к уже существующим внешним стрессорам и внутренним конфликтам [11][23].
- Препятствия в получении помощи и самопринятии: Чувство стыда и опасения быть осуждённым нередко ведут к задержкам или полному отказу от обращения за необходимой медицинской и психологической помощью (включая гендерно-аффирмативную терапию), а также к нежеланию раскрывать свою идентичность даже перед близкими людьми [8][24]. Более того, интернализованная трансфобия может серьёзно затруднять процесс самопринятия и принятия решений о гендерно-аффирмативных процедурах из-за внутреннего стыда или чувства вины, влияя на восприятие собственного тела даже после медицинских вмешательств[22].
- Социальная изоляция: Ощущение собственной "неправильности" или страх осуждения могут способствовать самоизоляции от других трансгендерных людей, лишая индивида жизненно важной социальной поддержки и возможностей для формирования позитивной идентичности в рамках сообщества[24].

## Трансфобия и циссексизм
В академических кругах иногда проводят различие между терминами "трансфобия" и "циссексизм". Термин "трансфобия" традиционно указывает на индивидуальный страх или отвращение к трансгендерным людям. Однако ряд исследователей склонен считать его не до конца точным, поскольку он не всегда полноценно отражает системный характер дискриминации и может излишне акцентировать внимание на иррациональных личных страхах, а не на структурных формах угнетения. В этом контексте часто используется термин циссексизм, который подчёркивает системное убеждение, что цисгендерность является единственной "нормальной" формой гендера, а также связанные с этим предубеждения и дискриминацию. Интернализованный циссексизм тогда означает принятие этих системных циссексистских предубеждений по отношению к собственной идентичности. Независимо от выбранной терминологии, суть самого феномена остаётся неизменной: это процесс, когда негативные общественные установки о трансгендерных людях принимаются ими самими как свои.

## Факторы и поддержка
Вероятность развития интернализованной трансфобии увеличивается при ожидании или фактическом переживании отвержения, подверженности предрассудкам и склонности к навязчивым негативным мыслям . В то же время, развитие позитивной трансгендерной идентичности, активное вовлечение в трансгендерные сообщества, доступ к аффирмативной поддержке и медицинской помощи, а также внутренняя устойчивость (resilience) выступают ключевыми защитными факторами. Систематические обзоры и актуальные исследования подчёркивают, что позитивные социальные связи и активное участие в трансгендерных сообществах играют критическую роль в снижении интернализованной стигмы и улучшении психологического благополучия .